# Familjen
Familjen, pseudonimo di Johan Tommy Karlsson (Hässleholms församling, 10 aprile 1976), è un cantante e produttore discografico svedese.

## Biografia
Familjen ha esordito nell'industria discografica con l'album in studio Det snurrar i min skalle, la cui traccia omonima ha fatto l'ingresso nella Sverigetopplistan. Mänskligheten (2010), terzo LP, ha debuttato nella top 20 svedese ed è stato premiato con il Grammis all'urban/dance dell'anno.

## Discografia

### Album in studio
- 2007 – Det snurrar i min skalle
- 2008 – Huvudet i sanden
- 2010 – Mänskligheten
- 2018 – Kom
- 2023 – Nerver av tvål

### EP
- 2006 – Familjen EP

### Singoli
- 2006 – Första sista
- 2007 – Kom säger dom
- 2007 – Nån gång
- 2007 – Det snurrar i min skalle
- 2010 – När planeterna stannat
- 2010 – Det var jag
- 2011 – Man ser det från månen
- 2011 – Nyår (con Emil Jensen)
- 2013 – Väger ett andetag
- 2016 – Mitt i natten
- 2016 – Rök och speglar
- 2018 – En gång till
- 2018 – Aldrig att jag skulle vara tyst nu
- 2020 – Pojkarna (con Miljoner Tusen)
- 2022 – Säg mitt namn (feat. Oscar Zia)
- 2023 – Vägrar gå hem
- 2023 – På stranden vi gick iland
- 2024 – Malmö stad